# Jurisdicción de San Zadornil
Jurisdicción de San Zadornil és un municipi de la província de Burgos a la comunitat autònoma de Castella i Lleó. Forma part de la comarca de Las Merindades.

## Demografia
| 1991 |  | 1996 |  | 2001 |  | 2004 |  | 2006 |  | 2006 |
| ---- |  | ---- |  | ---- |  | ---- |  | ---- |  | ---- |
| 78   |  | 86   |  | 83   |  | 110  |  | 98   |  | 113  |

## Entitats de població
| Entitat Local Menor        | Localitat                  | Població 2006 | Padró 2007 |
| -------------------------- | -------------------------- | ------------- | ---------- |
|                            | San Zadornil               | 22            | 22         |
| Arroyo de San Zadornil     | Arroyo de San Zadornil     | 24            | 26         |
| San Millán de San Zadornil | San Millán de San Zadornil | 48            | 52         |
|                            | Villafría de San Zadornil  | 4             | 13         |